# Frans Segers (priester-natuurbeschermer)

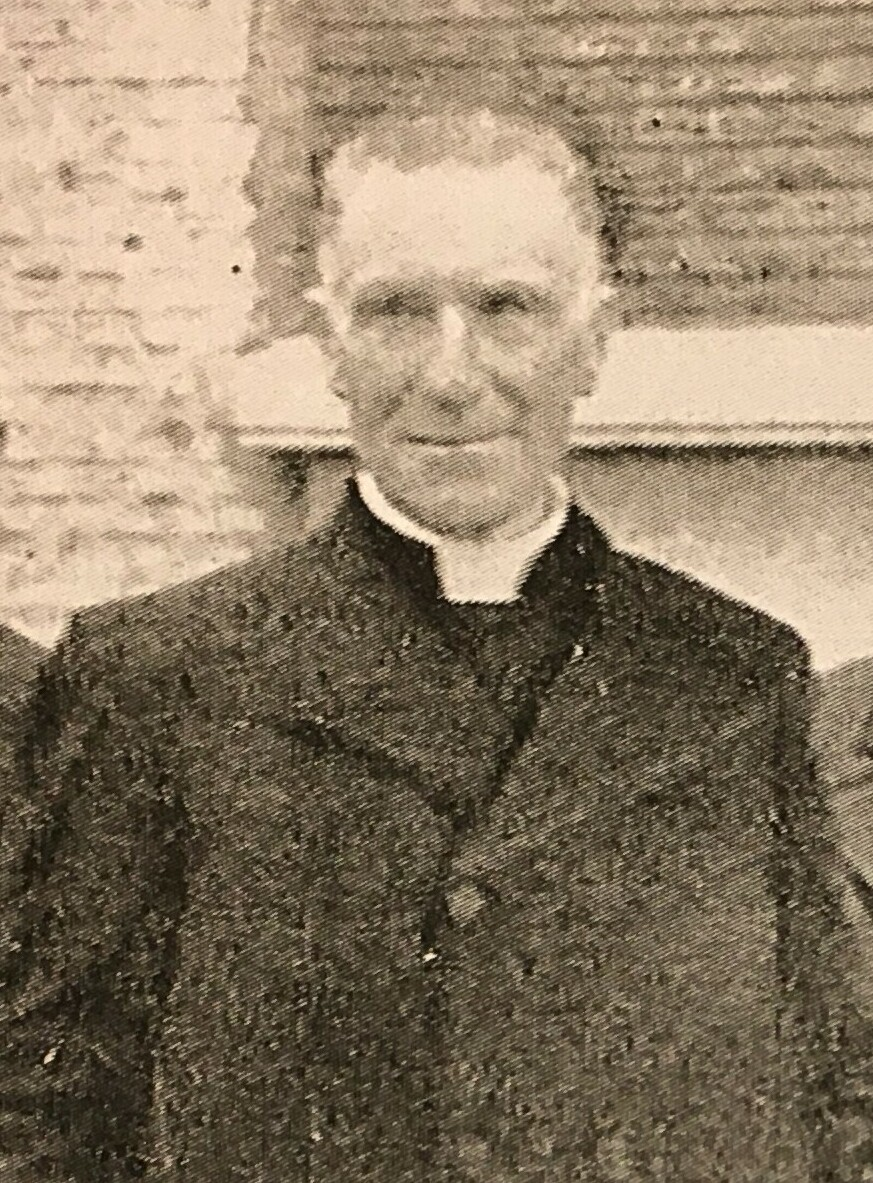
Frans Segers (1943)

Franciscus Johannes "Frans" Segers (Kontich, 27 maart 1888 – Arendonk, 29 juni 1969) was een Vlaams ornitholoog, bezieler van De Wielewaal (vzw), natuurbeschermer en priester. 

## Biografie
Segers studeerde aan het Klein-seminarie te Hoogstraten en werd in 1915 tot priester gewijd. Hij ontwikkelde veel belangstelling voor de volkseducatie. Nadat hij in 1915 te Heverlee aalmoezenier bij de scouts was geworden richtte hij zich in het bijzonder op de natuureducatie. 
Alhoewel het niet zijn idee was om De Wielewaal (vzw) (oorspronkelijk De Antwerpsche Vogelvrienden) te stichten én hij niet op de stichtingsvergadering aanwezig was, werd Segers wel voorgedragen en verkozen als voorzitter en bleef dit 36 jaar lang.  Doelstellingen van deze vereniging waren natuurstudie, natuurbeleving en natuurbehoud. Segers was tevens hoofdredacteur van het gelijknamige blad van deze vereniging. Hij schreef daarnaast talloze artikelen in kranten en tijdschriften zoals De Scout, Ons Land en De Zondagsvriend en hield voordrachten op vele plaatsen in Vlaanderen.
Hij overleed in het natuurgebied De Korhaan bij Arendonk waar hij, tijdens een wandeling samen met o.a. Gie Luyts, de latere hoofdredacteur van het tijdschrift Wielewaal, hielp om een brand te blussen.
Zijn naam leeft voort in het Frans Segersreservaat, een natuurgebied bij Turnhout met een kleinschalig gevarieerd landschap rondom het riviertje de Aa.  
Zie ook De Wielewaal (vzw) voor meer info over Segers  